# Austroturris
Austroturris é um gênero de gastrópodes pertencente a família Borsoniidae.

## Espécies
- Austroturris steira (Hedley, 1922)